# Università di Akureyri
L'Università di Akureyri ((IS)  Háskólinn á Akureyri) è un'università pubblica islandese, con sede ad Akureyri.

## Storia
Fondata nel 1987, l'Università era in origine costituita da due sole facoltà (Health Sciences e Management), con appena 31 studenti. In pochi anni ha avuto un rilevante sviluppo sotto il profilo dell'offerta formativa, del numero degli studenti e dei docenti.

## Organizzazione
- School of Health Sciences[2]
  - Nursing
  - Occupational Therapy
  - Dipl./MSc in Health Sciences

- School of Business and Science[3]
  - Natural Resource Sciences
  - Business Administration
  - Master's Degree level

- School of Humanities and Social Sciences[4]
  - Faculty of Social Sciences
  - Faculty of EducationModern Studies
  - Faculty of Law

Oltre ai corsi in islandese, numerosi corsi sono in lingua inglese.
Esiste un corso di Italiano dal 2001.